# Alfréd Sasko-Koburský
Alfréd , dědičný princ sasko-kobursko-gothajský (Alfréd Alexandr Vilém Arnošt Albert, 15. října 1874 – 6. února 1899), byl syn a zjevný následník Alfréda, vévody ze Saska-Koburska-Gothajska. Zemřel ve věku 24 let za dosud nejasných okolností. Byl bratrancem císaře Viléma II. Německého, krále Jiřího V. Britského a cara Mikuláše II. Ruského.

## Biografie

### Původ, mládí
Alfréd (plným jménem německy Alfred Alexander Wilhelm Ernst Albert, anglicky Alfred Alexander William Ernest Albert Saxe-Coburg and Gotha, Prince of Edinburgh) byl nejstarší potomek a jediný syn ze šesti dětí vévody z Edinburghu Alfréda Sasko-Kobursko-Gothajského, druhého syna britské královny Viktorie, a jeho manželky, ruské velkokněžny Marie Alexandrovny, dcery ruského cara Alexandra II.
Roku 1893 zemřel bez následníka Ernst II., vévoda Sasko-Kobursko-Gothajský, bratr jeho děda z otcovy strany. Jeho nejbližší příbuzný, princ waleský Eduard, se nemohl stát jeho nástupcem, neboť byl již oficiálním následníkem britského trůnu, proto trůn přešel
na otce prince Alfréda, jenž v té době nosil titul vévody z Edinburghu. Po nastoupení otce na trůn dostal Alfréd titul jeho královská výsost princ následník Sasko-Kobursko-Gothajský.
Rané dětství strávil Alfréd se svými rodiči a sestrami v rezidenci Clarence-House. Poté, co se jeho otec stal vévodou sasko-koburko-gothajským, přesídlila rodina na zámek Rosenau u Coburgu.
Princ byl velmi nadané, ale také velmi citlivé dítě. Jeho čistě německá výchova však byla velmi přísná, ba tvrdá. Jeho vychovatelem byl tyranský domácí učitel dr. Rolfs, který chlapce s oblibou před svědky ponižoval. Alfréd také velmi trpěl odloučením od svých sester a svého otce, který jako aktivní důstojník námořnictva byl často mimo domov. Jeho matka, která platila za bezcitnou a tvrdou ženu, přísnou výchovu svého syna podporovala. Jeho dětství a mládí bylo nešťastné a neradostné, pouze mimo domov se cítil spokojen a pookřál.

### Zasnoubení
8. ledna roku 1895 byla zveřejněna zpráva o zasnoubení Alfréda a vévodkyně Elsy Württemberské, starší z dcer-dvojčat württemberského vévody Evžena Württemberského a jeho manželky, velkokněžny Věry Konstantinovny. Ze svatby však sešlo kvůli princově sebevraždě.

### Nemoc
Princ Alfréd sloužil jako poručík v pruské armádě, v 1. gardovém pluku v Postupimi, jako voják se však také necítil nikterak spokojen. Stále častěji se utíkal k milostným avantýrám s ženami, jejichž původu ani stav neodpovídaly jeho postavení. Roku 1897 se oženil s Irin Mabel Fitzgerald. Jeho matka, carova dcera, trvala na tom, aby toto nerovné spojení bylo anulováno.
Roku 1898 se u prince projevily těžké příznaky onemocnění syfilidou, kterou se zřejmě nakazil ještě v době služby v britské gardě. Proto se v lednu roku 1899 neúčastnil oficiálních oslav stříbrné svatby svých rodičů (brali se 23. ledna roku 1874); jeho nepřítomnost byla oficiálně zdůvodněna "nervovou depresí", podle jiných pramenů pak měl onemocnět tuberkulózou. O týden později, 6. února roku 1899, Alfréd zemřel. Zanedbaná nemoc, v té době neléčitelná a především zcela společensky nepřijatelná, v každém případě způsobila těžký psychický rozvrat.
Přesné okolnosti jeho smrti nejsou zcela jasné. Podle oficiálního oznámení dvora zemřel na úbytě, podle The Times na "nádor", zatímco společenský zpravodaj dvora "Complete Peerage" hovořil o tom že "se princ zastřelil".
Princ se postřelil, když se rodina sešla u příležitosti zmíněných rodinných oslav. Byl odvezen na zámek Friedenstein ve městě Gotha v Durynsku, kde strávil tři dny; poté ho jeho matka, jež se obávala skandálu, poslala – vzdor radám ošetřujícího lékaře – ke zotavení do sanatoria Martinsbrunn poblíž Meranu v jižních Tyrolích. Zde Alfréd 6. února roku 1899 v 16:15 hod. ve věku 24 let zemřel.
Jeho ostatky byly převezeny do Německa a zde uloženy ve vévodském mauzoleu v Coburgu. Vévoda Alfréd kladl smrt syna za vinu své ženě a odešel od ní. Své hoře utápěl v alkoholu.

## Nástupnictví sasko-koburského trůnu
Po smrti dědičného prince bylo nutno uspořádat znovu následnictví trůnu vévodství Sachsen-Coburg und Gotha. Protože mladší bratr vévody Alfréda, třetí syn královny Viktorie princ Artur Sasko-Koburský, se za sebe i za svého syna následnictví zřekl, byl nástupcem sasko-koburského trůnu ustaven čtyřiadvacetiletý syn již zemřelého dalšího mladšího bratra Leopolda, vévody z Albany, čtvrtého syna královny Viktorie, Karel Eduard, 2. vévoda z Albany.

## Vývod z předků
|                       |                                     |  |                |                                      |  |  |  |  |  |  |  | František Sasko-Kobursko-Saalfeldský |
|                       |                                     |  |                |                                      |  |  |  |  |  |  |  |                                      |
|                       | Arnošt I. Sasko-Kobursko-Gothajský  |  |                |                                      |  |  |  |  |  |  |  |                                      |
|                       |                                     |  |                |                                      |  |  |  |  |  |  |  |                                      |
|                       |                                     |  |                | Augusta Reuss Ebersdorf              |  |  |  |  |  |  |  |                                      |
|                       |                                     |  |                |                                      |  |  |  |  |  |  |  |                                      |
|                       | Albert Sasko-Kobursko-Gothajský     |  |                |                                      |  |  |  |  |  |  |  |                                      |
|                       |                                     |  |                |                                      |  |  |  |  |  |  |  |                                      |
|                       |                                     |  |                | Augustus Sasko-Gothajsko-Altenburský |  |  |  |  |  |  |  |                                      |
|                       |                                     |  |                |                                      |  |  |  |  |  |  |  |                                      |
|                       | Luisa Sasko-Gothajsko-Altenburská   |  |                |                                      |  |  |  |  |  |  |  |                                      |
|                       |                                     |  |                |                                      |  |  |  |  |  |  |  |                                      |
|                       |                                     |  |                | Luisa Šarlota Meklenbursko-Zvěřínská |  |  |  |  |  |  |  |                                      |
|                       |                                     |  |                |                                      |  |  |  |  |  |  |  |                                      |
|                       | Alfréd Sasko-Kobursko-Gothajský     |  |                |                                      |  |  |  |  |  |  |  |                                      |
|                       |                                     |  |                |                                      |  |  |  |  |  |  |  |                                      |
|                       |                                     |  |                | Jiří III.                            |  |  |  |  |  |  |  |                                      |
|                       |                                     |  |                |                                      |  |  |  |  |  |  |  |                                      |
|                       | Eduard August Hannoverský           |  |                |                                      |  |  |  |  |  |  |  |                                      |
|                       |                                     |  |                |                                      |  |  |  |  |  |  |  |                                      |
|                       |                                     |  |                | Šarlota Meklenbursko-Střelická       |  |  |  |  |  |  |  |                                      |
|                       |                                     |  |                |                                      |  |  |  |  |  |  |  |                                      |
|                       | královna Viktorie                   |  |                |                                      |  |  |  |  |  |  |  |                                      |
|                       |                                     |  |                |                                      |  |  |  |  |  |  |  |                                      |
|                       |                                     |  |                | František Sasko-Kobursko-Saalfeldský |  |  |  |  |  |  |  |                                      |
|                       |                                     |  |                |                                      |  |  |  |  |  |  |  |                                      |
|                       | Viktorie Sasko-Kobursko-Saalfeldská |  |                |                                      |  |  |  |  |  |  |  |                                      |
|                       |                                     |  |                |                                      |  |  |  |  |  |  |  |                                      |
|                       |                                     |  |                | Augusta Reuss Ebersdorf              |  |  |  |  |  |  |  |                                      |
|                       |                                     |  |                |                                      |  |  |  |  |  |  |  |                                      |
| Alfréd Sasko-Koburský |                                     |  |                |                                      |  |  |  |  |  |  |  |                                      |
|                       |                                     |  |                |                                      |  |  |  |  |  |  |  |                                      |
|                       |                                     |  | Pavel I. Ruský |                                      |  |  |  |  |  |  |  |                                      |
|                       |                                     |  |                |                                      |  |  |  |  |  |  |  |                                      |
|                       | Mikuláš I. Pavlovič                 |  |                |                                      |  |  |  |  |  |  |  |                                      |
|                       |                                     |  |                |                                      |  |  |  |  |  |  |  |                                      |
|                       |                                     |  |                | Žofie Dorota Württemberská           |  |  |  |  |  |  |  |                                      |
|                       |                                     |  |                |                                      |  |  |  |  |  |  |  |                                      |
|                       | Alexandr II. Nikolajevič            |  |                |                                      |  |  |  |  |  |  |  |                                      |
|                       |                                     |  |                |                                      |  |  |  |  |  |  |  |                                      |
|                       |                                     |  |                | Fridrich Vilém III.                  |  |  |  |  |  |  |  |                                      |
|                       |                                     |  |                |                                      |  |  |  |  |  |  |  |                                      |
|                       | Šarlota Pruská                      |  |                |                                      |  |  |  |  |  |  |  |                                      |
|                       |                                     |  |                |                                      |  |  |  |  |  |  |  |                                      |
|                       |                                     |  |                | Luisa Meklenbursko-Střelická         |  |  |  |  |  |  |  |                                      |
|                       |                                     |  |                |                                      |  |  |  |  |  |  |  |                                      |
|                       | Marie Alexandrovna Romanovová       |  |                |                                      |  |  |  |  |  |  |  |                                      |
|                       |                                     |  |                |                                      |  |  |  |  |  |  |  |                                      |
|                       |                                     |  |                | Ludvík I. Hesenský                   |  |  |  |  |  |  |  |                                      |
|                       |                                     |  |                |                                      |  |  |  |  |  |  |  |                                      |
|                       | Ludvík II. Hesenský                 |  |                |                                      |  |  |  |  |  |  |  |                                      |
|                       |                                     |  |                |                                      |  |  |  |  |  |  |  |                                      |
|                       |                                     |  |                | Luisa Hesensko-Darmstadtská          |  |  |  |  |  |  |  |                                      |
|                       |                                     |  |                |                                      |  |  |  |  |  |  |  |                                      |
|                       | Marie Alexandrovna                  |  |                |                                      |  |  |  |  |  |  |  |                                      |
|                       |                                     |  |                |                                      |  |  |  |  |  |  |  |                                      |
|                       |                                     |  |                | Karel Ludvík Bádenský                |  |  |  |  |  |  |  |                                      |
|                       |                                     |  |                |                                      |  |  |  |  |  |  |  |                                      |
|                       | Vilemína Luisa Bádenská             |  |                |                                      |  |  |  |  |  |  |  |                                      |
|                       |                                     |  |                |                                      |  |  |  |  |  |  |  |                                      |
|                       |                                     |  |                | Amálie Hesensko-Darmstadtská         |  |  |  |  |  |  |  |                                      |
|                       |                                     |  |                |                                      |  |  |  |  |  |  |  |                                      |